# Discografia dei Sex Pistols
La discografia dei Sex Pistols, gruppo punk rock britannico, comprende un album in studio, diversi singoli e numerose raccolte, sia ufficiali che bootleg.

## Album

### Album in studio
| Anno                                                                          | Titolo | Classifiche | Classifiche | Classifiche | Classifiche | Classifiche | Classifiche | Classifiche | Classifiche | Classifiche | Classifiche | Classifiche | Classifiche | Classifiche | Classifiche | Certificazioni                                                    |
| Anno                                                                          | Titolo | UK          | AUS         | BEL (Fi.)   | BEL (Va.)   | CAN         | GER         | IRL         | ITA         | NOR         | NZL         | NED         | ESP         | SWE         | USA         | Certificazioni                                                    |
| ----------------------------------------------------------------------------- | --- | ----------- | ----------- | ----------- | ----------- | ----------- | ----------- | ----------- | ----------- | ----------- | ----------- | ----------- | ----------- | ----------- | ----------- | ----------------------------------------------------------------- |
| 1977                                                                          | Never Mind the Bollocks, Here's the Sex Pistols - Pubblicato: 28 ottobre 1977 - Etichetta: Virgin Records - Formati: LP, MC, Stereo8, CD | 1           | 23          | 181         | 125         | 73          | 77          | 28          | —           | 11          | 27          | 16          | 100         | 12          | 106         | - UK: Platino (2) - ITA: Oro - NED: Oro - SWE: Oro - USA: Platino |
| "—" indica una pubblicazione non classificata o non pubblicata in quel Paese. | |             |             |             |             |             |             |             |             |             |             |             |             |             |             |                                                                   |

### Album dal vivo
| Anno                                                                          | Titolo                                                                                           | Classifiche | Classifiche | Certificazioni |
| Anno                                                                          | Titolo                                                                                           | UK          | AUS         | Certificazioni |
| ----------------------------------------------------------------------------- | ------------------------------------------------------------------------------------------------ | ----------- | ----------- | -------------- |
| 1985                                                                          | Anarchy in the U.K: Live at the 76 Club - Pubblicato: 1985 - Formati: LP, CD                     | —           | —           |                |
| 1996                                                                          | Filthy Lucre Live - Pubblicato: 29 luglio 1996 - Etichetta: Virgin Records - Formati: LP, MC, CD | 26          | 90          |                |
| 2001                                                                          | Live at Winterland 1978 - Pubblicato: 2001 - Etichetta: Castle Music - Formati: CD               | —           | —           |                |
| 2004                                                                          | Raw and Live - Pubblicato: 2004 - Etichetta: Performance - Formati: CD                           | —           | —           |                |
| 2008                                                                          | Live & Filthy - Pubblicato: 26 agosto 2008 - Etichetta: Delta Music - Formati: CD                | —           | —           |                |
| "—" indica una pubblicazione non classificata o non pubblicata in quel Paese. |                                                                                                  |             |             |                |

### Raccolte
| Anno                                                                          | Titolo | Classifiche | Classifiche | Classifiche | Classifiche | Certificazioni |
| Anno                                                                          | Titolo | UK          | AUS         | NZL         | SWE         | Certificazioni |
| ----------------------------------------------------------------------------- | --- | ----------- | ----------- | ----------- | ----------- | -------------- |
| 1979                                                                          | Some Product - Carri on Sex Pistols - Pubblicato: 27 luglio 1979 - Etichetta: Virgin Records - Formati: LP, MC, CD                                                                | 6           | —           | —           | —           | - UK: Argento  |
| 1980                                                                          | Flogging a Dead Horse - Pubblicato: 16 febbraio 1980 - Etichetta: Virgin Records - Formati: LP, MC, CD                                                                            | 23          | —           | 49          | —           | - UK: Argento  |
| 1992                                                                          | Kiss This - Pubblicato: 17 ottobre 1992 - Etichetta: Virgin Records - Formati: MC, CD                                                                                             | 10          | 40          | —           | 46          | - UK: Oro      |
| 1996                                                                          | Never Mind the Bollocks/Spunk (alias This Is Crap) - Pubblicato: 24 giugno 1996 - Etichetta: Virgin Records - Formati: CD                                                         | —           | —           | —           | —           |                |
| 2002                                                                          | Jubilee - Pubblicato: 6 giugno 2000 - Etichetta: Virgin Records - Formati: CD | 29          | —           | —           | —           |                |
| 2002                                                                          | Sex Pistols - Pubblicato: 6 giugno 2000 - Etichetta: Virgin Records - Formati: CD                                                                                                 | 160         | —           | —           | —           |                |
| 2007                                                                          | Never Mind the Bollocks, Here's the Sex Pistols (ristampa dell'album del 1977 con allegato 7" Submission) - Pubblicato: 29 ottobre 2007 - Etichetta: Virgin Records - Formati: CD | —           | —           | —           | —           |                |
| 2008                                                                          | Agents of Anarchy - Pubblicato: 29 ottobre 2007 - Etichetta: Landmark Records - Formati: LP, CD                                                                                   | —           | —           | —           | —           |                |
| 2017                                                                          | God Save Sex Pistols - Pubblicato: 22 aprile 2017 - Etichetta: UMC - Formati: LP                                                                                                  | 97          | —           | —           | —           |                |
| "—" indica una pubblicazione non classificata o non pubblicata in quel Paese. | |             |             |             |             |                |

### Colonne sonore
| Anno                                                                          | Titolo | Classifiche | Classifiche | Classifiche | Certificazioni |
| Anno                                                                          | Titolo | UK          | AUS         | NZL         | Certificazioni |
| ----------------------------------------------------------------------------- | --- | ----------- | ----------- | ----------- | -------------- |
| 1979                                                                          | The Great Rock 'n' Roll Swindle (colonna sonora del film La grande truffa del rock'n'roll) - Pubblicato: 26 febbraio 1979 - Etichetta: Virgin Records - Formati: LP, MC, CD | 7           | 44          | 26          | - UK: Oro      |
| 2000                                                                          | The Filth and the Fury (colonna sonora del film Oscenità e furore) - Pubblicato: 8 maggio 2000 - Etichetta: Virgin Records - Formati: CD                                    | —           | —           | —           |                |
| "—" indica una pubblicazione non classificata o non pubblicata in quel Paese. | |             |             |             |                |

## Singoli
| Anno                                                                          | Titolo                                                                                            | Classifiche | Classifiche | Classifiche | Classifiche | Classifiche | Certificazioni | Album di provenienza                            |
| Anno                                                                          | Titolo                                                                                            | UK          | BEL (Va.)   | NOR         | NZL         | SWE         | Certificazioni | Album di provenienza                            |
| ----------------------------------------------------------------------------- | ------------------------------------------------------------------------------------------------- | ----------- | ----------- | ----------- | ----------- | ----------- | -------------- | ----------------------------------------------- |
| 1976                                                                          | Anarchy in the U.K. - Pubblicato: 26 novembre 1976 - Etichetta: EMI                               | 38          | —           | —           | —           | —           |                | Never Mind the Bollocks, Here's the Sex Pistols |
| 1977                                                                          | God Save the Queen - Pubblicato: 27 maggio 1977 - Etichetta: Virgin Records                       | 2           | 48          | 3           | 38          | 2           | - UK: Argento  | Never Mind the Bollocks, Here's the Sex Pistols |
| 1977                                                                          | Pretty Vacant - Pubblicato: 2 luglio 1977 - Etichetta: Virgin Records                             | 6           | 49          | 9           | —           | 10          | - UK: Argento  | Never Mind the Bollocks, Here's the Sex Pistols |
| 1977                                                                          | Holidays in the Sun - Pubblicato: 15 ottobre 1977 - Etichetta: Virgin Records                     | 8           | —           | —           | —           | 13          |                | Never Mind the Bollocks, Here's the Sex Pistols |
| 1978                                                                          | No One Is Innocent/My Way - Pubblicato: 30 giugno 1978 - Etichetta: Virgin Records                | 7           | —           | —           | —           | —           |                | The Great Rock 'n' Roll Swindle                 |
| 1979                                                                          | Somethin' Else/Friggin' in the Riggin' - Pubblicato: 23 febbraio 1979 - Etichetta: Virgin Records | 3           | —           | —           | —           | —           | - UK: Argento  | The Great Rock 'n' Roll Swindle                 |
| 1979                                                                          | Silly Thing - Pubblicato: 30 marzo 1979 - Etichetta: Virgin Records                               | 6           | —           | —           | —           | —           | - UK: Argento  | The Great Rock 'n' Roll Swindle                 |
| 1979                                                                          | C'mon Everybody - Pubblicato: 22 giugno 1979 - Etichetta: Virgin Records                          | 3           | —           | —           | —           | —           | - UK: Argento  | The Great Rock 'n' Roll Swindle                 |
| 1979                                                                          | The Great Rock 'n' Roll Swindle - Pubblicato: 5 ottobre 1979 - Etichetta: Virgin Records          | 21          | —           | —           | —           | —           |                | The Great Rock 'n' Roll Swindle                 |
| 1980                                                                          | (I'm Not Your) Stepping Stone - Etichetta: Virgin Records                                         | 21          | —           | —           | —           | —           |                | The Great Rock 'n' Roll Swindle                 |
| 1996                                                                          | Pretty Vacant (live) - Pubblicato: 15 giugno 1996 - Etichetta: Virgin Records                     | 18          | —           | —           | —           | —           |                | Filthy Lucre Live                               |
| 2002                                                                          | God Save the Queen (2002 remix) - Pubblicato: 27 maggio 2002 - Etichetta: Virgin Records          | 15          | —           | —           | —           | —           |                | /                                               |
| "—" indica una pubblicazione non classificata o non pubblicata in quel Paese. |                                                                                                   |             |             |             |             |             |                |                                                 |

## Bootleg

### Album dal vivo
- (1985) Live Worldwide
- (1985) The Best of the Sex Pistols Live
- (1985) The Original Pistols Live
- (1988) Better Live than Dead
- (1989) Live and Loud!!
- (1989) The Best of & the Rest of Original Pistols Live
- (1990) Live at Chelmsford Top Security Prison
- (1992) Live
- (1992) The Dirt The Grit The Fury
- (1997) Raw
- (1999) Pistol Whipped Live
- (2002) The Live Collection
- (2002) Sham Pistols Live
- (2003) Extended Versions
- (2004) Antichrist: Raw and Live
- (2005) Burton-on-Trent
- (2005) Submission: Sex Pistols Live/Sid Vicious Live at the Electric Ballroom
- (2005) Anarchy Live! At the 76 Club
- (2006) Anarchy Live

### Raccolte
- 1977 - Spunk (Blank Records)

- (1980) The Best of the Sex Pistols...We Don't Care
- (1980) The Heyday
- (1980) Flogging a Dead Horse
- (1988) Anarchy Worldwide
- (1988) The Swindle Continues
- (1988) We Have Cum for Your Children
- (1989) The Mini Album Plus
- (1995) Pretty Vacant
- (1996) Chaos
- (1996) Alive
- (1997) Back & There Again
- (1997) Archive
- (1999) Pretty Vacant: The Best of 1976
- (1999) Never Mind the Bollocks/Great Rock 'n' Roll Swindle
- (2001) Anarchy in the USA
- (2001) The Legends Collection: Sex Pistols Collection
- (2001) There Is No Future
- (2001) The Sex Pistols Collection, Vol. 1
- (2001) The Sex Pistols Collection, Vol. 2
- (2002) Pirates of Destiny
- (2002) Silver Jubilee: 25th Anniversary Collection
- (2002) Destroy
- (2006) Original Spunk
- (2007) Never Mind the Bollocks Singles Box

### Singoli
- (1978) No One is Innocent
- (1979) Somethng Else
- (1979) Silly Thing
- (1979) C'mon everybody
- (1979) The Great Rock 'n' Roll Swindle
- (1980) (I'm Not Your) Steppin' Stone